# Hinkansaari (ö i Mellersta Finland)
Hinkansaari är en ö i Finland. Den ligger i sjön Mäntyjärvi och i kommunen Viitasaari i den ekonomiska regionen  Saarijärvi-Viitasaari och landskapet Mellersta Finland, i den centrala delen av landet, 300 km norr om huvudstaden Helsingfors. Öns area är 2,1 hektar och dess största längd är 280 meter i sydöst-nordvästlig riktning.